# 吴素芳
吴素芳（1963年7月—），女，汉族，北京人，中华人民共和国政治人物，中国共产党党员，第十三届全国人民代表大会北京地区代表。

## 生平
2018年2月24日，当选为第十三届全国人大代表。